# Horace Boies
Horace Boies, född 7 december 1827 i Aurora, Erie County, New York, död 4 april 1923 i Long Beach, Kalifornien, var en amerikansk demokratisk politiker. Han var Iowas guvernör 1890–1894.
Boies studerade juridik och inledde 1852 sin karriär som advokat. År 1867 flyttade han till Iowa där han etablerade en framgångsrik advokatpraktik i Waterloo. Efter valsegern i guvernörsvalet 1889 blev han Iowas första demokratiska guvernör efter ett avbrott på 35 år. Boies efterträdde 1890 William Larrabee som guvernör och efterträddes 1894 av Frank D. Jackson. Boies avled 1923 i Long Beach och gravsattes på Elmwood Cemetery i Waterloo.